# 霍爾斯坦 (密蘇里州)
霍爾斯坦（英語：Holstein）是位於美國密蘇里州沃倫縣的非建制地區。

## 歷史
霍爾斯坦的郵局於1855年設立，其後於1953年停運。

## 地理
霍爾斯坦所處的海拔為高於海平面199米（即653英呎），而該地所採用的時區為UTC-6，即北美中部時區（CST）。同時該地設有夏令時間，為UTC-6調快一小時，即UTC-5（CDT）。